# Kantarydyna
Kantarydyna – organiczny związek chemiczny z grupy terpenów, policykliczny bezwodnik kwasu dikarboksylowego zawierający mostek tlenowy.
Kantarydyna wydzielana jest w chwilach zagrożenia przez chrząszcze z rodziny oleicowatych (majkowatych). Nieszkodliwy dla zwierząt żywiących się tymi chrząszczami, a nawet działający wabiąco na owady kantarydynofilne (m.in. Anthicidae). Żółte krople płynu zawierającego kantarydynę wydzielane są przez pory znajdujące się głównie u nasady odnóży chrząszczy. Substancja ta, w postaci płynu lub w postaci suszonych, sproszkowanych owadów, jest dla człowieka toksyczna po połknięciu, a dawka śmiertelna wynosi do 30 mg w przeliczeniu na czystą kantarydynę.
W dawnej medycynie wykorzystywano kantarydynę w postaci suszonych, mielonych chrząszczy gatunku pryszczel lekarski (zwanych potocznie „hiszpańską muchą”) jako składnik tak zwanych napojów miłosnych, jak na przykład mikstura zwana „hiszpańską muchą” (od nazwy chrząszcza), która według XVI-wiecznego przepisu składa się mielonych chrząszczy, wysuszonej krwi kreta i krwi nietoperzy. Działanie tego związku pobudza zakończenia nerwowe i błony śluzowe układu moczowo-płciowego; powoduje jednak często powikłania, m.in. zapalenia dróg moczowych i przewodu pokarmowego oraz bolesne erekcje. Innymi zastosowaniami było usuwanie tatuaży i leczenie reumatyzmu.
Preparat ze sproszkowanych chrząszczy mógł być również jednym ze składników trucizny aqua tofana.
Czystą kantarydynę w postaci dobrze rozpuszczalnej, bezzapachowej substancji otrzymał po raz pierwszy Pierre Jean Robiquet w roku 1810 poprzez wydzielenie jej z preparowanych chrząszczy, stanowiących wówczas preparat stosowany w leczeniu objawów ospy prawdziwej. Był to również prawdopodobnie drugi (po morfinie wydzielonej z laudanum) przypadek wydzielenia czystej substancji aktywnej z istniejącego preparatu leczniczego.
W rozcieńczeniu bywa używana do usuwania tatuaży i brodawek.